# Heilig Hartbeeld (Huize Padua)
Het Heilig Hartbeeld is een standbeeld in de Nederlandse plaats Huize Padua, gemeente Boekel.

## Achtergrond
Het Heilig Hartbeeld werd geplaatst bij de kapel van de psychiatrische instelling Huize Padua. Het beeld werd in een grotere oplage gemaakt, identieke beelden (soms met kruisnimbus) staan in onder andere Geldrop, Kaatsheuvel, Riel en  Teteringen.

## Beschrijving
Het beeld is een blootsvoetse, staande Christusfiguur, naar het voorbeeld van het mozaïek Christus in majesteit in de Parijse Basilique du Sacré-Cœur. Hij is gekleed in een lang gewaad en houdt zijn armen wijd gespreid, in zijn handen toont hij de stigmata. Op zijn borst is te midden van een stralenkrans het vlammende Heilig Hart zichtbaar, omwonden door een doornenkroon en bekroond met een klein kruis. Aan de voorkant van de lage vierkante hardstenen sokkel zit een plaquette van een drinkend hert.

## Rijksmonument
Het beeldhouwwerk werd in 2001 als rijksmonument opgenomen in het monumentenregister, onder meer "als bijzondere uitdrukking van een sociale en geestelijke ontwikkeling, in het bijzonder de bloei van orden en congregaties en de rol die deze speelden in de katholieke charitas en zwakzinnigenzorg, het is tevens van belang voor de ontwikkeling van de katholieke devotiecultuur, het is van belang voor de typologische ontwikkeling van het H. Hartmonument."